# Imma von Bodmershof
Imma von Bodmershof, née Imma von Ehrenfels à Graz (Autriche) le 10 août 1895 et morte à Gföhl (dans le village de Gut Rastbach), en Basse-Autriche, le 26 août 1982, est une poétesse autrichienne.

## Récompenses et distinctions
- 1958 : Grand prix d'État autrichien
- 1969 : Prix de la ville de Vienne de littérature